# Charles-Édouard Ferland
Pour l’article homonyme, voir Ferland.
Charles-Édouard Ferland (2 mars 1892-8 janvier 1974) est un avocat et homme politique fédéral du Québec.

## Biographie
Né à Sainte-Élisabeth dans la région de Lanaudière, M. Ferland étudie à l'Université de Montréal où il reçut un B.A., Ph.L et un LL.L..
Élu député du Parti libéral du Canada dans la circonscription fédérale de Joliette lors de l'élection partielle déclenchée après la démission du député Jean-Joseph Denis en 1928, il est réélu en 1930 et dans Joliette—L'Assomption—Montcalm en 1935 et en 1940. Il ne se représente pas en 1945 pour accepter le poste de sénateur de la division de Shawinegan, poste offert par le premier ministre William Lyon Mackenzie King en 1945. Il demeure en poste jusqu'en 1951 lorsqu'il démissionne pour accepter un poste de juge à la Cour supérieure du Québec.
Le sénateur Ferland était associé de Georges-Emile Lapalme.
Son beau-frère était Edouard Simard de Marine Industries.